# Звана (Вологодская область)
Звана — деревня в Устюженском районе Вологодской области.
Входит в состав Никифоровского сельского поселения, с точки зрения административно-территориального деления — в Никифоровский сельсовет.
Расположена на левом берегу реки Звана, на другом берегу — одноимённая деревня Весьегонского района Тверской области. Расстояние до районного центра Устюжны по автодороге — 26 км, до центра муниципального образования посёлка Даниловское по прямой — 12 км. Ближайшие населённые пункты — Дегтярня, Круглицы, Теплино.
Население по данным переписи 2002 года — 37 человек (16 мужчин, 21 женщина). Преобладающая национальность — русские (94 %).
В деревне расположены памятники архитектуры жилой дом и часовня.